# Тампль-Лагюйон
Тампль-Лагюйо́н (фр. Temple-Laguyon) — коммуна во Франции, находится в регионе Аквитания. Департамент — Дордонь. Входит в состав кантона От-Перигор-Нуар. Округ коммуны — Перигё.
Код INSEE коммуны — 24546.

## География
Коммуна расположена приблизительно в 420 км к югу от Парижа, в 140 км восточнее Бордо, в 31 км к востоку от Перигё.

### Климат
Климат умеренный океанический со средним уровнем осадков, которые выпадают преимущественно зимой. Лето здесь долгое и тёплое, однако также довольно влажное, здесь не бывает регулярных периодов летней засухи. Средняя температура января — 5 °C, июля — 18 °C. Изредка вследствие стечения неблагоприятных погодных условий может наблюдаться непродолжительная засуха или случаются поздние заморозки. Климат меняется очень часто, как в течение сезона, так и год от года.

## Население
Население коммуны на 2010 год составляло 46 человек.
| 1962 | 1968 | 1975 | 1982 | 1990 | 1999 | 2010 |
| ---- | ---- | ---- | ---- | ---- | ---- | ---- |
| 64   | 58   | 54   | 52   | 47   | 43   | 46   |

## Администрация
| Период | Период | Фамилия           | Партия       | Примечания        |
| ------ | ------ | ----------------- | ------------ | ----------------- |
| 1996   | 2014   | Даниэль Салон     | беспартийный | фермер, пенсионер |
| 2014   | 2020   | Жан-Мишель Лагорс |              |                   |

## Экономика
В 2010 году среди 30 человек трудоспособного возраста (15-64 лет) 18 были экономически активными, 12 - неактивными (показатель активности - 60,0%, в 1999 году было 73,1%).  Из 18 активных жителей работали 18 человек (11 мужчин и 7 женщин), безработных не было.  Среди 12 неактивных 1 человек был учеником или студентом, 6 - пенсионерами, 5 были неактивными по другим причинам.

## Достопримечательности
- Церковь Св. Иоанна Крестителя (XIII век)

## Фотогалерея

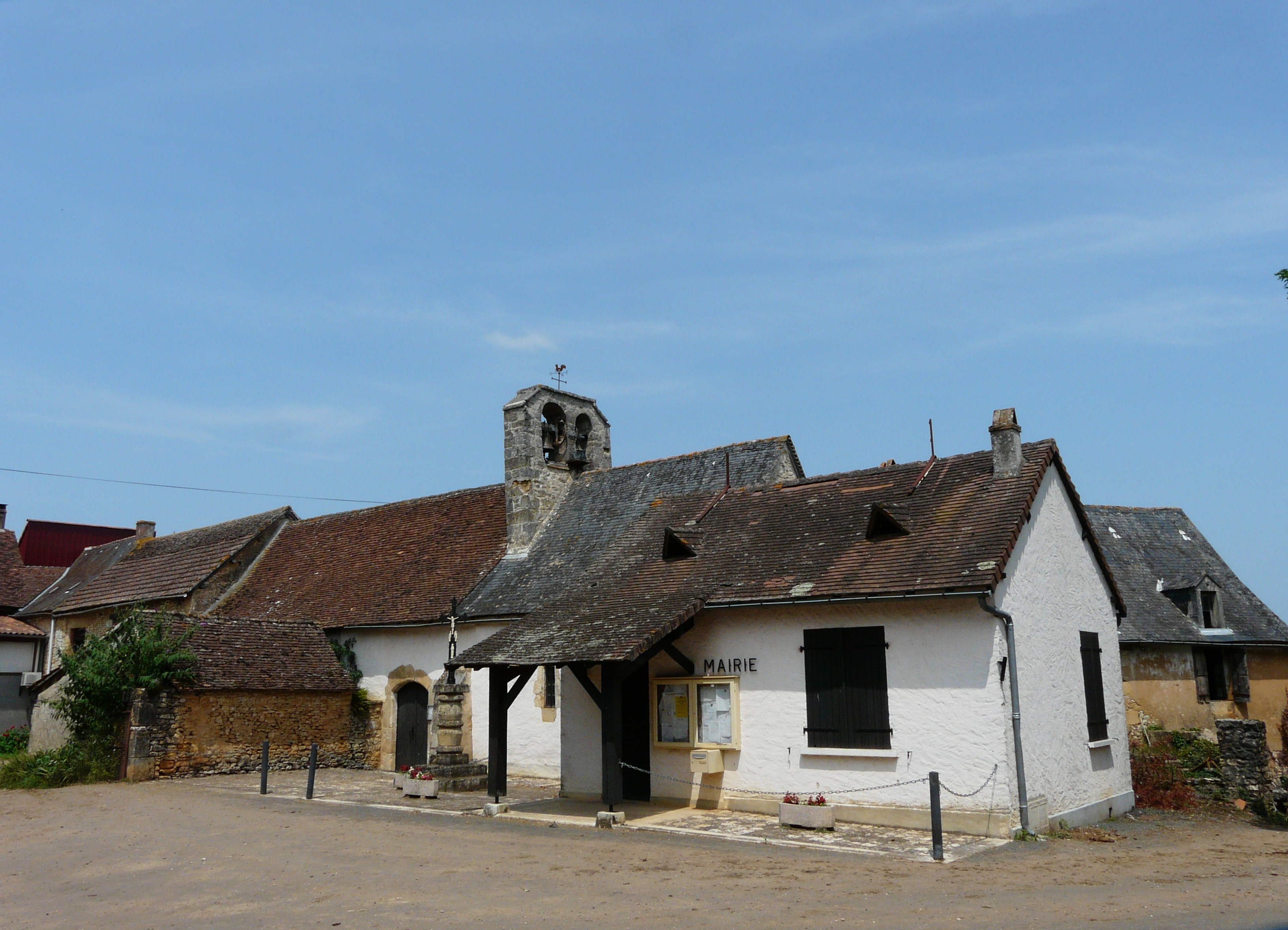
Церковь и мэрия
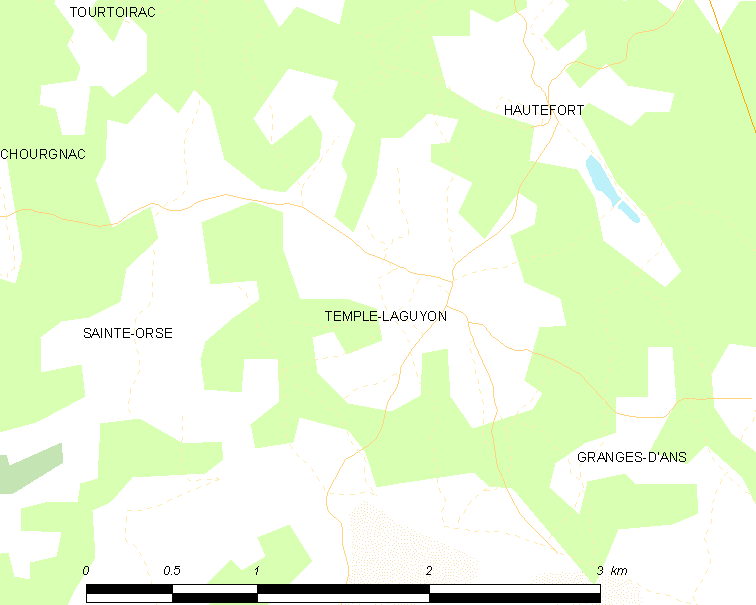
Карта коммуны